# Bitwa pod Poryckiem (1863)
Bitwa pod Poryckiem – walki podczas powstania styczniowego pod Poryckiem.

## Przebieg
W przeciągu kilku miesięcy na terenach wschodnich zaboru austriackiego trwało formowanie ośmiu oddziałów powstańczych w celu ich równoczesnego skierowania do działań na Ruś. Formowanie prowadzili Edmund Różycki i Jan Stella-Sawicki ps. „Struś”. Finalnie połączono cztery z nich tj. IV – Palffy’ego, V – Roberta Sienkiewicza, VI – D. de Rochenbrune’a i VII – Komorowskiego. Łącznie siły te liczyły około 2000 ochotników. Według planu w dniu 1 listopada 1863 oddziały te miały przejść za kordon. Wtedy jednak rozproszeniu uległ oddział Palffy’ego. Pozostałe trzy liczyły po około 300 ludzi każdy. Pierwotnie dowódcą wyprawy miał być gen. Michał Heydenreich. Opuścił on jednak obóz z powodu niesubordynacji Sienkiewicza i jego oficerów. Z analogicznych przyczyn odszedł Rochenbrune, wobec czego dowódcą jego oddziału został Jan Żalplachta ps. „Zapałowicz”, zaś na czele całej wyprawy stanął Wojciech Komorowski.
31 października 1863 cały oddział (skupiający tworzące go oddziały IV, VI, i VII) przybył do wsi Żdżary nad Bugiem i pozostał przez ten dzień w tamtejszym opustoszałym dworze, po czym nocą na 1 listopada wyruszył w dalszą drogę. Nocą na 1 listopada całe zgrupowanie ruszyło w dalszą drogę na Poryck. Siły Sienkiewicza przesunięto do ariergardy i w południe 1 listopada cała wyprawa wymaszerowała na Poryck, gdzie nazajutrz o godz. 14 dotarła do opuszczonej miejscowości. Wobec tego dowódcą wyznaczył nieliczne rozjazdy w okolice celem wybadania sytuacji. Jedna z tych misji została zaatakowana przez Rosjan; według jednej wersji z pięciu jej żołnierzy zabito, a dwóch ocalało, a według innej relacji z ośmiu kawalerzystów pięciu rannych zdołało ujść z życiem, natomiast pięciu pozostałych zostało zabitych, a ich ciała obdarte ze skóry i pocięte. Po zorientowaniu się o rychłym nadejściu wojsk nieprzyjacielskich siły polskie przystąpiły do przygotowania się na obronę. Część sił polskich pozostała w samym mieście, a strzelcy, żuawi i 1 kompania 2 plutonu karabinierów IV oddziału zajęła pozycje na cmentarzu oraz w rowach przy szosie biegnącej równolegle do frontu nieprzyjaciela. Około godz. 16 Rosjanie zaatakowali, jednak powstańcy odparli natarcie. Według uczestniczącego w walkach August Mroczkowskiego trwały one w dzień Wszystkich Świętych t.j. 1 listopada, zaś według historyka Stanisława Zielińskiego wojska polskie dotarły do Porycka 2 listopada i tego dnia doszło do bojów. Wobec zaciskającego się pierścienia sił wroga wokół Porycka około zapadającego zmroku Komorowski oznajmił podkomendnym zamiar opuszczenia Porycka, ponieważ w przeciwnym razie „jedna noga nie pozostałaby żywa do rana” (dowódca zamierzał wówczas obejść część terytorium Galicji i wkroczyć na ziemię hrubieszowską). Polacy opuścili Poryck – według różnych wersji – po północy lub o godz. 4 rano w dniu 3 listopada Polacy opuścili Poryck, kierując się następnie na Skoromochy, Samowolę do Baraniego Peretoku i Porajka w zaborze austriackim. W trakcie przemarszu dochodziło do utarczek z nacierającymi siłami wroga. W tym czasie Komorowski unikał bezpośredniego starcia. Finalnie około 400 ludzi dotarło do kordonu, gdzie zostali rozbrojeni przez siły austriackie. Wyparcie powstańców na obszar Galicji przyczyniła się pogoń 11-tysięcznej armii rosyjskiej od Porycka, po czym Polacy zostali odstawieni przez wojska austriackie do Sokala.